# Słowo na niedzielę
Słowo na niedzielę – program telewizyjny o tematyce religijnej, związany z niedzielnym czytaniem Biblii, nadawany w TVP2 w każdy sobotni wieczór. Jest autorstwa Julity Wołoszyńskiej-Matysek. Od listopada 2017 roku prowadzony przez o. Mateusza Stachowskiego.

## Format
W programie omawiane są fragmenty Biblii przewidziane do czytań podczas mszy świętej w kościele rzymskokatolickim na najbliższą niedzielę. Program ten jest nagrywany studiu w Warszawie, które jest związane wizualnie z treścią omawianego fragmentu Biblii.